# پالیلگوگو
پالیلگوگو شهری در شهرستان سیگله در استان بولکیمده در بورکینافاسوی غربی مرکزی است جمعیت آن ۷۹۷ نفر است.